# پائولو کامپینوتی
پائولو کامپینوتی (انگلیسی: Paolo Campinoti؛ زادهٔ ۱۷ اکتبر ۱۹۹۰) بازیکن فوتبال اهل ایتالیا است.
از باشگاه‌هایی که در آن بازی کرده‌است می‌توان به باشگاه فوتبال مونتسا، باشگاه فوتبال اینتر میلان، و باشگاه فوتبال اسپتزیا اشاره کرد.